# Giovanni Antonio Farina
Svatý Giovanni Antonio Farina (11. ledna 1803, Gambellara – 4. března 1888, Vicenza) byl italský římskokatolický duchovní, biskup a zakladatel kongregace Sester učitelek Svaté Doroty.

## Život
Narodil se 11. ledna 1803 v Gambellaře, Pedru Farinovi a Francisce Bellame. Byl druhý z pěti bratrů. Od dětství byl vzděláván a veden k praktikování náboženeství jeho strýcem Antoniem, skvělým knězem a dlouholetým farním knězem v Ceredě.
Když mu bylo 21 let, učil v semináři ve Vicenze literaturu, kde zůstal dalších 18. let. Na kněze byl vysvěcen 15. ledna 1827. V roce 1831 založil svou první školu pro chudé dívky ve Vicenze, a v roce 1836 Sestry učitelky Svaté Doroty, dcery Svatých Srdcí (italsky Suore Maestre di Santa Dorotea, figlie dei Sacri Cuori). Sestry učily ve školách ale i starali se o nemocné a staré.
Dne 20. září 1850 byl zvolen biskupem diecéze Treviso. Biskupské svěcení přijal 18. září 1858 Giuseppem Melchiorrem Sarto budoucím Svatým papežem Piem X.. Funkci biskupa Ttrevisa vykonával do 28. září 1860 kdy byl ustanoven biskupem Vicenzi, tím byl až do své smrti.

## Blahořečení a svatořečení
Proces jeho blahořečení byl započat roku 1990, a byl mu udělen titul služebník Boží. Dne 24. dubna 2001 byl prohlášen za ctihodného.
Blahořečen byl 4. listopadu 2001. Dne 3. dubna 2014 papež František uznal zázrak na jeho přímluvu a svatořečen byl 23. listopadu 2014.